# Megachile multispinosa
Megachile multispinosa är en biart som beskrevs av Morawitz 1875. Megachile multispinosa ingår i släktet tapetserarbin, och familjen buksamlarbin. Inga underarter finns listade i Catalogue of Life.